# Sanjianfang, Peking
Sanjianfang (kinesiska: 三间房) är ett område på sockennivå i Kina. Det ligger i Chaoyang i den centrala delen av storstadsområdet Peking.